# Río Bitiug

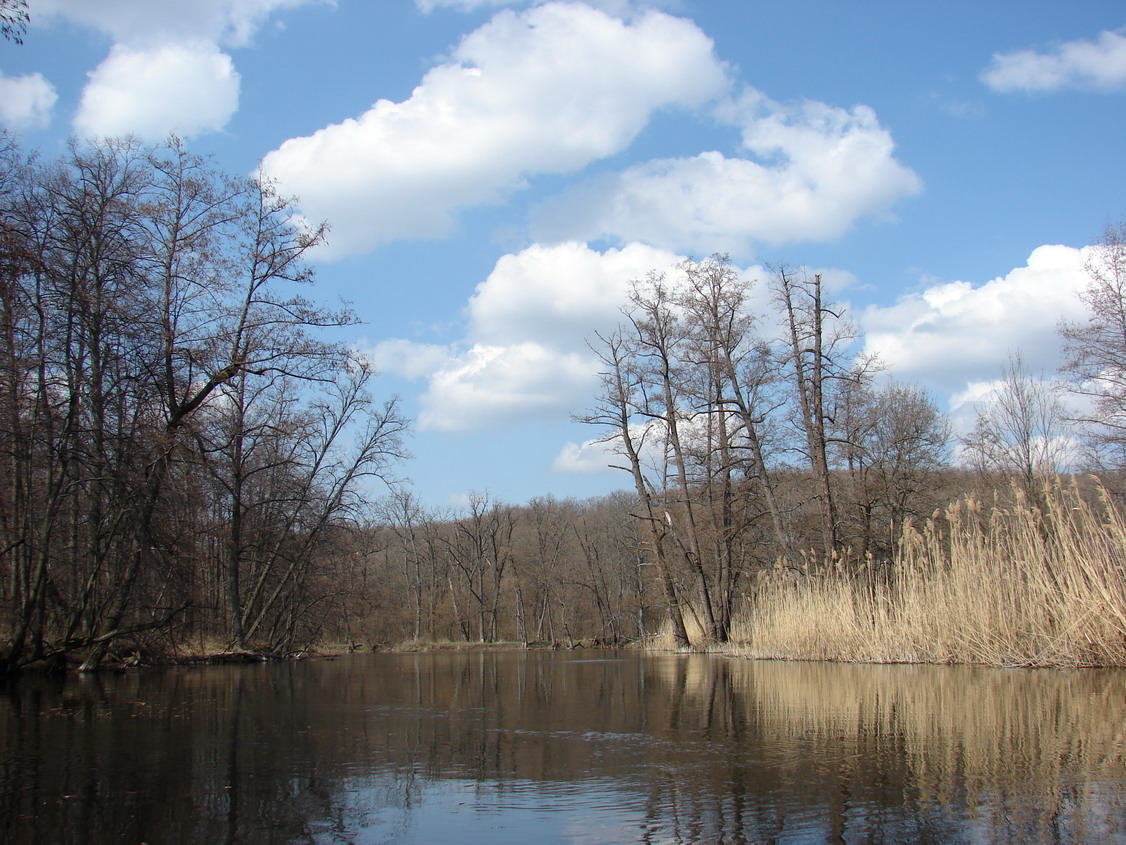
El río Bitiug en otoño.

El río Bitiug (del ruso:  Битюг) es un río localizado en la parte meridional de la Rusia europea, uno de los afluentes del río Don en su curso alto. Su longitud total es de 379 km y su cuenca drena una superficie de 8.840 km² (un poco menor que Puerto Rico).
Administrativamente, el río discurre por el óblast de Tambov, el óblast de Lípetsk y el óblast de Vorónezh de la Federación de Rusia.

## Geografía
El río Bitiug tiene su fuente en los Altos del Volga, en la parte Suroriental del óblast de Tambov, muy próximo a la localidad de Tokarevka (4.115 hab. en 2002) y unos 80 km al sur de la ciudad de Tambov (293.658 hab.). El río discurre primero en un corto tramo en dirección norte y, al poco, vira hacia el oeste, pasando cerca de Mordovo y luego hasta Talickij, una pequeña ciudad situada en la orilla izquierda del río, perteneciente ya al óblast de Lípetsk. A partir de aquí el río toma dirección Sur y durante un corto tramo su curso forma la frontera natural entre el óblast de Lípetsk y el de Tambov. Luego se adentra, por la parte septentrional, en el óblast de Vorónezh, donde al poco recibe, por la izquierda, al río Ertil, que proviene de la ciudad homónima de Ertil (12.885 hab.). Sigue el río Bitiug en dirección sur, atravesando las localidades de Anna, Bobrov (20.800 hab.), la ciudad más importante de su curso, y Mecetka. Desemboca en el río Don por la izquierda, a unos 30 km aguas arriba, al Norte, de la ciudad de Pavlovsk (26.365 hab.).
El río Buzuluk es alimentado principalmente por el deshielo. Está congelado de mediados de diciembre hasta finales de marzo/principios de abril, con una subida muy importante de sus aguas en abril y mayo. En la época estival, como muchos ríos rusos, se desborda y en su curso bajo, tiene unos 400 lagos en su cuenca.